# Nouvelles de nulle part
Nouvelles de nulle part, sous-titré Une ère de repos (en anglais News from Nowhere, or an Epoch of Rest) est un roman de science-fiction illustrant les idées du socialisme utopique, publié en 1890 par l'écrivain britannique William Morris. Il s'agit en partie d'une réponse au roman d'utopie Cent ans après ou l'An 2000 publié deux années auparavant par l'auteur américain Edward Bellamy.

## Synopsis

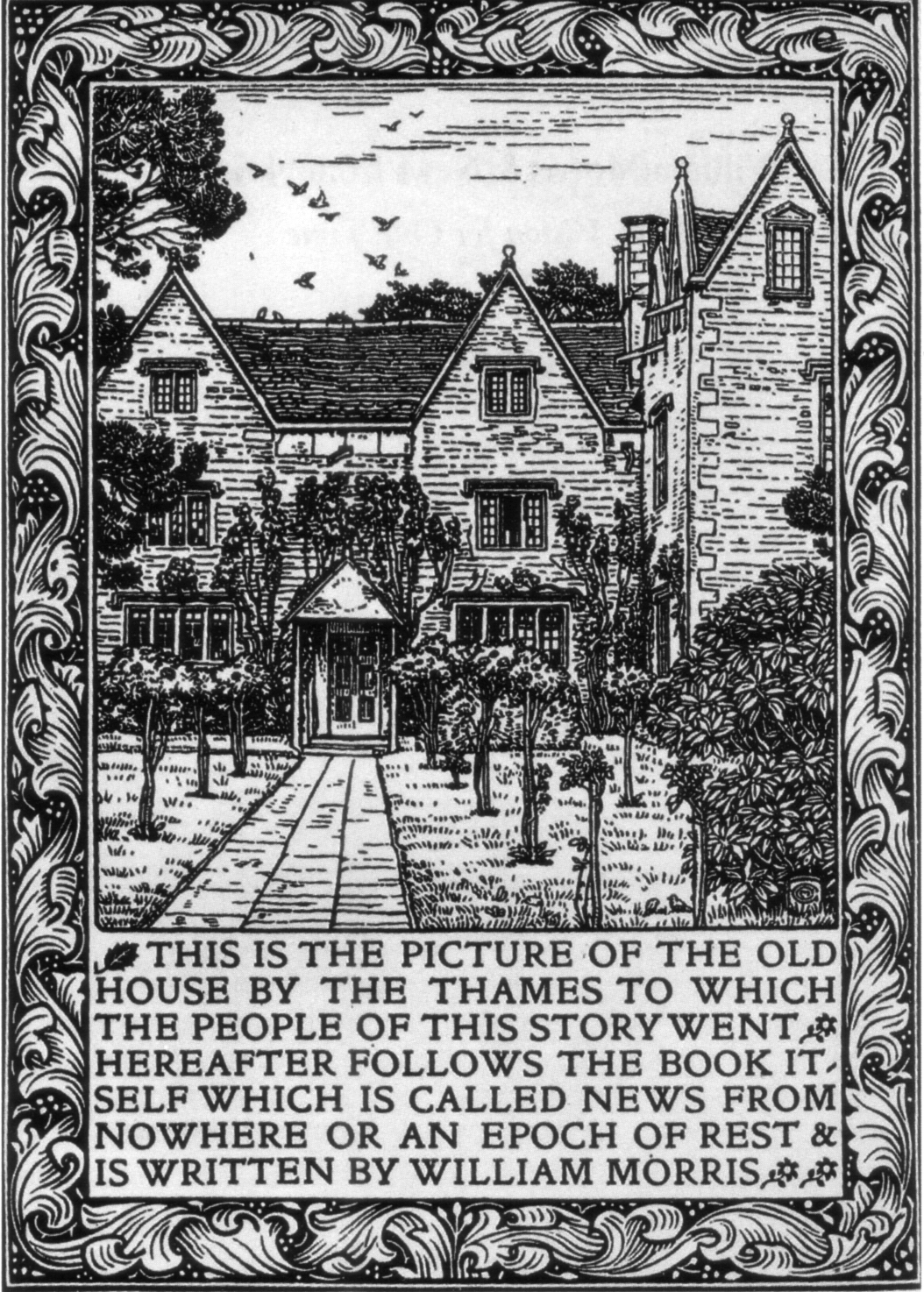
Illustration de l'édition chez Kelmscott Press en 1892.

Le narrateur, William Guest, revient d'une réunion publique socialiste agitée et s'endort chez lui. À son réveil, il se retrouve dans le futur, en l'an 2102 : il découvre une nouvelle société, communiste, égalitaire, caractérisée — à l'inverse de celle décrite par Edward Bellamy — par le faible rôle de l'État. Le travail n'y est plus aliénant mais choisi et épanouissant pour les individus — là où le travail était envisagé par Bellamy comme contraint, et dont la motivation serait entretenue par un système méritocratique —, et essentiellement artisanal, au contraire de Looking Backward où il est industriel. L'argent a disparu, le mariage également, et le parlement a cédé sa place à une démocratie plus directe. Les humains se montrent en outre davantage soucieux de vivre en harmonie avec la nature.

## Élaboration du roman
En 1888, l'écrivain américain Edward Bellamy publie dans la revue socialiste britannique Commonweal le roman de science-fiction Cent ans après ou l'An 2000, qui illustre ses convictions socialistes sous la forme d'une utopie présentée sur le mode de l'anticipation. Le roman remporte un important succès à sa parution et suscite plusieurs réponses. William Morris, qui est en désaccord avec Bellamy sur de nombreux sujets en matière de socialisme et d'esthétique, se met alors en devoir d'écrire une réponse, également sous forme romanesque : ce sont les News from Nowhere, or an Epoch of Rest. 
Deux manuscrits de la main de Morris ont été conservés et montrent la progression du roman. Tous deux sont actuellement conservés à la Morgan Library de New York, aux États-Unis. Le premier manuscrit (MA 5073.1-3) est un brouillon contenant les chapitres 1 à 15 ainsi que des fragments des chapitres 16 et 17. Le second manuscrit (MA 4591) contient le texte complet du roman mis au propre.

## Histoire éditoriale
Les 39 chapitres du roman paraissent d'abord sous la forme d'un feuilleton dans la revue Commonweal du 11 janvier au 4 octobre 1890. La première édition en volume est une édition américaine non autorisée par Morris qui paraît la même année à Boston chez les Roberts Brothers. La première édition britannique (et autorisée) du roman paraît en 1891, à Londres, chez Reeves and Turner. En 1892, William Morris réédite le roman chez Kelmscott Press, sa propre maison d'édition, dans une mise en page soignée et richement illustrée qui lui est propre.

## Traductions françaises
Une traduction d'extraits (quatre chapitres) paraît en 1892 dans la revue La Société nouvelle. Une traduction partielle par P.-G. La Chesnais paraît en 1900 à Paris chez la Société nouvelle de librairie et d'édition, dans la collection « Bibliothèque socialiste », en 1902.
Une des premières traductions françaises du roman, assurée par P.-G. La Chesnais, paraît en 1902 chez l'éditeur G. Bellais. Le roman ne semble plus avoir été traduit ensuite jusqu'en 1957, année où paraît une nouvelle traduction par Victor Dupont aux éditions Montaigne, accompagnée d'une introduction et de notes. Le roman est régulièrement réédité en français par la suite.

## Éditions
- William Morris (trad. V. Dupont), Nouvelles de nulle part ou Une ère de repos, Paris, Éditions Montaigne, « Collection bilingue des classiques étrangers », 1957
- William Morris (trad. P.G. La Chesnais), Nouvelles de nulle part, ou Une ère de repos, roman d'utopie, vol. 11-12, Paris, G. Bellais, coll. « Bibliothèque socialiste », 1902, in-16
- William Morris (trad. Paul Meier), Nouvelles de nulle part, Paris, Éditions sociales, coll. « Les Classiques du peuple », 1961
- Nouvelles de nulle part ou Une ère de repos  (trad. de l'anglais), Paris, L'Altiplano, 2009, 505 p. (ISBN 978-2-35346-032-8)
- Nouvelles de nulle part ou une ère de repos  (trad. de l'anglais), Montreuil, Libertalia, 2024, 504 p. (ISBN 9782377293155)